# Капелан Армії УНР
«Капелан Армії УНР» — історичний роман українського письменника Івана Корсака, опублікований у 2009 році київським видавництвом «Ярославів Вал».
Зі сторінок роману Івана Корсака постає людина рідкісної долі. Павло Пащевський — священик, капелан Першого українського запасного полку (згодом — Сердюцького полку імені Петра Дорошенка). Окрім того, у життєвому та професійному активі отця Павла праця в Департаменті віросповідань Міністерства внутрішніх справ УНР, участь у створенні Кирило-Мефодіївського братства, Першому Зимовому поході, в час якого він пішки пройшов близько двох з половиною тисяч кілометрів і розділив усі випробування українських вояків, участь в підготовці до Всеукраїнського Церковного Собору.
Доля генерал-хорунжого, Головного душпастира військ УНР — то доля української церкви в першій половині двадцятого століття.
Інтернування, табори, церковна, педагогічна і громадська діяльність під польською займанщиною, а з 1939 року — сперш під радянською окупацією, потім під німецькою — це сторінки життя особливої генерації української інтелігенції (до неї належав і Павло Пащевський), перед якою письменники, журналісти, історики ще у великому боргу.
Побудований на документальній основі, роман Івана Корсака розкриває ті сторінки нашої драматичної минувшини, які досі були малодоступні чи й заборонені зовсім. Книга з огляду на перебіг подій початку ХХІ століття на диво актуальна.